# Ramona Andreu
Ramona Andreu Parra (Valencia, 3 de mayo de 1842- Valencia, 9 de diciembre de 1902) fue una impresora, viuda del también impresor Salvador Amargós.
Tras la muerte de su marido, en octubre de 1878, tomó las riendas del negocio. En 1879 se imprimía en su taller, situado en la calle Encarnación nº 16, la revista Las Astas del Toro. El hecho de que la obra de Remigio María Molés fuera aprobada como libro de texto para las Escuelas de primera enseñanza en 1880, debió suponer un ligero aumento en sus ingresos. Vecina en 1889 del también impresor José Canales Romá que habitaba con su familia en el nº 14 de la mencionada calle.
En enero de 1894 bajo la dirección de Agustín Peris apareció el periódico político independiente Los Debates del que editó unos diez números; este mismo año (1894) traspasó el negocio a su hija, Concepción Amargós, probablemente como dote, quién lo cedió a su marido, Tomás Lleó Esteve, por lo menos desde 1896. En 1899 la imprenta ubicada en la calle Encarnación nº 16 estaba habitada por Concepción Amargós Andreu, su esposo Tomás Lleó Esteve, que declara como profesión la de tipógrafo, los hijos del matrimonio, María y César, a más de familiares de Tomás (con posterioridad nacieron nuevos hijos). Por su parte, Ramona Andreu se trasladó a un piso de la calle Arolas nº 13, declarando como profesión "sus labores".

## Salvador Amargós
Salvador Amargós Cubells (Valencia, 26 de noviembre de 1827- Valencia, 20 de octubre de 1878) fue un impresor que tras enviudad de Ignacia Alcoriza Miralles, a causa de la epidemia colérica que asoló Valencia durante 1865, casó en segundas nupcias con Ramona Andreu Parra, el 10 de febrero de 1866, fruto de cuyo matrimonio nacieron Concepción y José.

#### Algunos trabajos
- López Candeal, Julián (1869). Nociones generales de Pedagogía para uso de las Profesoras de instrucción Primaria…/ por D. Julián López Candeal. Valencia: Imprenta de Salvador Amargós. p. 86.

- Tasso, Torcuato (1872). Jerusalen Libertada. Poema en 20 cantos por Torcuato Tasso, traducido por D. J. Caamaño y D. A. Ribot. Adornado con 21 láminas (segunda edición). Valencia: Librería de Pascual Aguilar. Imprenta de Salvador Amargós.

- Estracto de las actas del segundo Congreso Obrero de la Federación Regional Española celebrado en Zaragoza en los dias 4 al 11 de abril de 1872 : segun las actas y las notas tomadas por la comision nombrada al efecto en el mismo. Valencia: Imp. de Salvador Amargós. 1872. p. 128.

- La Bomba (2). Valencia: Imprenta de Salvador Amargós. 1873. p. 4.

- Causera Carrión, Blas (1878). Gramatica hispano-latina téorico-práctica dividida en tres partes ó cursos escolares para uso de las escuelas de latín y humanidades, por D. Blas Causera y Carrión, doctor en Sagrada Teología, cura párroco de Bicorp, provincia y arzobispado de Valencia. Valencia: Imprenta de Salvador Amargós.

- Gozos al Santísimo Cristo del Grao. Valencia: Imprenta de Salvador Amargós. p. 1.

## Viuda de Amargós

#### Libros para aprender
- Molés Molinos, Remigio María (1878). Principios de Aritmética y sistema métrico, con grabados intercalados para la mejor inteligencia de los niños de ambos sexos (cuarta edición). Valencia: Imprenta de  Viuda de Amargós. p. 32.

- Cardona Ortiz, Jaime (1884). Programa de Historia sagrada para las escuelas de 1ª enseñanza. Valencia: Imprenta de  Viuda de Amargós.

- Pérez Pujol, Eduardo (1886). Historia General del Derecho Español / Apuntes de las explicaciones del Excmo. Sr. D. ., tomados por sus discípulos A. G. B. y A. A. B. Curso de 1885 á 86. Valencia:  Viuda de Amargós. p. 432.

- Varios autores   (1889). El buen Hablista: Colección de trozos escogidos de los mejores hablistas castellanos en prosa y verso muy á propósito para los ejercicios de lectura en las escuelas. Valencia: Libreria de Pascual M. Villalba (Imprenta de  Viuda de Amargós).

- Cabello y Pulido, José (1881). Tarifa general para el uso de los farmacéuticos, en los reinos de Aragón, Valencia y Murcia, y demás provincias limítrofes / José Cabello y Pulido. Imprenta de  Viuda de Amargós. p. 82.

- Baixauli Aleixandre, Enrique (1890). Brillantina Baixauli en sustitución al enyesado de los vinos. Valencia: Imprenta de  Viuda de Amargós.

#### Textos sociales
- «Contestación al cuestionario para el estudio de las necesidades y medios de mejorar el estado de la clase obrera : aprobada en junta general del día 26 de octubre de 1884». Sociedad de Socorros Mutuos de Impresores de Valencia (Valencia: Imprenta de  Viuda de Amargós): 27. 1884.

- Barberá Martí, Faustino (1889). La Caridad y el Origen del Colegio de Sordomudos de Valencia. Discurso leído el día 8 de Julio de 1888 en la Repartición de premios a los alumnos de dicho Colegio. Valencia: Imprenta de  Viuda de Amargós. p. 7.

#### Textos religiosos
- Tatay y Plá, Luis (1880). El trabajo y la ociosidad. Valencia: Imprenta de  Viuda de Amargós.

- Memoria de las dos fiestas centenarias celebradas en la iglesia del exconvento de Sta. Maria de Jesús ... con motivo de cumplirse trescientos años de la dichosa muerte del Beato Nicolás Factor ... y ... por cumplirse cien años de su solemne beatificacion. Valencia: Imprenta de Salvador Amargós. 1887. p. 64.

- Abate Coulin (1889). La Virtud angélica. Tratado sobre la virginidad. Obra escrita en francés por El Abate Coulin. Sacerdote, misionero apostólico y Canónigo honorario de Marsella. Y traducida al español por una Hija de María Inmaculada. Valencia: Imprenta de  Viuda de Amargós. p. 402.

- Puerto y Alegre, Carlos (1890). Novena dedicada á la Santísima Virgen del Cid venerada en su ermitorio de la Villa de La Iglesuela Arzobispado de Zaragoza / arreglada por Carlos Puerto y Alegre y precedida de unos apuntes para la historia de La Iglesuela y de su ermita dedicada á Nuestra Señora del Cid compuestos por Joaquin Salvador y Benedicto. Valencia: Imprenta de  Viuda de Amargós. p. 83.

- Nueva y lastimosa relación en que se refiere la muerte que ha dado un hijo a su padre acompañado de su madre política, por cuestion de 200 rs., el dia 24 de Marzo de 1886, en la villa de Fresno, provincia de Badajozo. Valencia: Imprenta de  Viuda de Amargós. 188.?. p. 4.

- Gozos á Nuestra Señora de la Zarza aparecida en la villa de Aliaga. Valencia:  Viuda de Amargós. p. 1.

- Gozos á Nuestra Señora de la Vega venerada en Alcalá de la Selva, Obispado de Teruel. Valencia:  Viuda de Amargós. p. 1.

#### Novela, poesía...
- Benavent Escorcia, José (1883). La lira de un viejo creyente. Valencia: Imprenta de  Viuda de Amargós.

- Thous y Orts, Gaspar (1886). El palleter. Valencia: Imprenta de  Viuda de Amargós.

- Barreda y Pascual, José (1887). Tarañines en els Ulls. Choguet cómich en un acte y en vers. Valencia: Imprenta de  Viuda de Amargós.

- Cubillos Abellán, Francisco (1887). El Tizón. Valencia: Imprenta de  Viuda de Amargós.

- Labaila y González, Jacinto (1890). La resucitada. Valencia: Imprenta de  Viuda de Amargós.

- Gorrindo Cubero, María Dolores (1893). Melodias del alma. Valencia: Imprenta de  Viuda de Amargós.

## Tomás Lleó

#### Algunos trabajos
- «Reforma del reglamento de la Sociedad de Socorros mutuos de Acomodadores de la Plaza de toros de Valencia». Imp. de Tomás Lleó (Valencia): 32. 1896.

- «Vocabulario taurino indispensable a todos los aficionados para poder juzgar con estricta imparcialidad el resultado de las corridas». Imp. de Tomás Lleó (Valencia): 128. 1899.

- Fillol Sanz, José (1901). Credulidad : comedia en un acto y en prosa / original de José Fillol Sanz ; estrenada en el teatro Principal de Valencia la noche del 28 de octubre de 1901. Valencia: Imp. de Tomás Lleó, calle de la Encarnación nº 16. p. 25.

- «Reglamento de la Sociedad de Albañiles La Constructora Valenciana». Imp. de T. Lleó (Valencia). 1901.

- Fernández Font, Manuel (1902). Nueva inspiración científica: obra importantísima y de actualidad, dirigida a todas las clases sociales desde la más humilde a la más elevada / Escrita... por Manuel Fernández Font; con la cooperación... de los espíritus libres... llamados en vida material Gracia Font, Gracia Fernández y Salvadora Pascual, revelada por conducto de la médiums intuitivo-mecánica Josefa Jiménez Robles. Valencia: Imp. de Tomás Lleó. p. 460.

- Honrubia y Ortín, Enrique (1902). Estudio histórico, crítico y literario sobre Cayo Julio César. Tesis para el grado de Doctor en Filosofía y Letras. Valencia: Imp. de Tomás Lleó. p. 49.

- «Asociación de Fabricantes de Curtidos de Valencia». Imp. de Tomás Lleó (Valencia): 16. 1906.